# عنب (فلم)
عنب هو فيلم مصري عُرض في عام 2024، من بطولة أيتن عامر، إسلام إبراهيم، نور قدري، توني ماهر، محمد رضوان، محمود حافظ، علوي الحسيني، إلهام صفي الدين، ومن إخراج أحمد نور.

## قصة الفيلم
يذهب شاب مليونير ومستهتر قبل يومين من حفل زفافه للاحتفال مع خطيبته وصديقه وخطيبة صديقه، لكنه يستيقظ في اليوم التالي ليكتشف أنه تزوج من خطيبته ومن خطيبة صديقه، وأنه أيضًا تخلى عن ثروته لشخص غريب تمامًا، فيبدأ في رحلة البحث لمعرفة ما حدث في الليلة الماضية.

## إيرادات الفيلم
حقق الفيلم في أولي أيام عرضه بالسينمات المصرية ايرادات بلغت 110,977 جنيها.

## الممثلون
- أيتن عامر
- إسلام إبراهيم
- محمود الليثي
- محمد رضوان
- محمود حافظ
- نور قدري
- خالد عليش
- طاهر أبو ليلة
- سامي مغاوري
- حسام حسني

## وصلات خارجية
- مقالات تستعمل روابط فنية بلا صلة مع ويكي بيانات